# Џо Пеши
Џозеф Френк Пеши (енгл. Joseph Frank "Joe" Pesci; Њуарк, 9. фебруар 1943) амерички је глумац.

## Биографија
Пеши је рођен у Њуарку (Њу Џерзи) од оца Едварда Франциска Пешија, возача виљушкара и бармена и мајке Мери Делорес Мес, која је радила хонорарно као фризерка. Пешијев отац радио је за Џенерал моторс. Пеши је почео радити у шездесетима као бријач, кренувши мајчиним стопама; издао је и албум Little Joe Sure Can Sing под именом Џозеф Ричи, заједно са бендом чији је члан био и његов добар пријатељ и будући сарадник на филму, Френк Винсент.
Прекретница у филмској каријери био је филм Мартина Скорсезеа из 1980. године, спортска драма Разјарени бик, у којем је Пеши глумио брата Роберта Де Нира. После је, такође, наступао са Де Ниром неколико пута, често у сличним улогама, у филмовима Било једном у Америци (за који је ангажован на Де Ниров захтев), Добри момци (за који је добио Оскара за најбољег споредног глумца) и Казино. Пар је постао толико популаран да се појавио скеч у програму Уживо суботом увече, назван The Joe Pesci Show (Пеши и Роберт де Ниро појавили су се у једној епизоди као гости изненађења). Пеши је наступио и у прва два филма из серијала Сам у кући, у улози једног од двојице неспретних лопова (заједно са Данијелом Стерном) који покушавају да опљачкају кућу Меколија Калкина; једна од његових најбољих немафијашких улога била је она Дејвида Ферија у филму ЈФК. Наступио је у три филма из серијала Смртоносно оружје као подли, али симпатични Лео Гец. Године 1999. Пеши је објавио како престаје да глуми, да би се посветио музичкој каријери и уживао у животу подаље од камере. Пеши се ипак вратио глуми кад се појавио у малој улози у Де Нировом филму из 2006. године, Добри пастир.

## Филмографија
| Улоге Џоа Пешија |                                  |                 |                           |          |
| Година           | Српски назив                     | Изворни назив   | Улога                     | Напомена |
| 1961             |                                  |                 | момак у клубу             |          |
| 1969             |                                  |                 | Мајкл                     |          |
| 1976             |                                  |                 | Џо Салвино                |          |
| 1980             | Разјарени бик                    |                 | Џои Ламота                |          |
| 1982             |                                  |                 | Руби Денис                |          |
| 1983             |                                  |                 | Ники Кероне               |          |
| 1984             | Било једном у Америци            |                 | Френки Миналди            |          |
| 1984             |                                  |                 | Корадо Париси             |          |
| 1984             |                                  |                 | Мајакофски                |          |
| 1987             |                                  |                 | Дејвид Кулиџ              |          |
| 1988             |                                  |                 | Мистер Биг                |          |
| 1989             | Смртоносно оружје 2              | Lethal Weapon 2 | Лео Гец                   |          |
| 1990             |                                  |                 | Оскар Хенер               |          |
| 1990             | Добри момци                      |                 | Томи Девито               |          |
| 1990             | Сам у кући                       |                 | Хари Лајм                 |          |
| 1991             |                                  |                 | Луи Крицки                |          |
| 1991             | ЏФК                              |                 | Дејвид Фери               |          |
| 1992             | Мој рођак Вини                   |                 | Винсент Лагардија Гамбини |          |
| 1992             | Смртоносно оружје 3              | Lethal Weapon 3 | Лео Гец                   |          |
| 1992             |                                  |                 | Леон Бернстин             |          |
| 1992             | Сам у кући 2: Изгубљен у Њујорку |                 | Хари Лајм                 |          |
| 1993             |                                  |                 | Кармајн                   |          |
| 1994             |                                  |                 | Џими Алто                 |          |
| 1994             |                                  |                 | Сајмон Вајдлер            |          |
| 1995             | Казино                           | Casino          | Ники Санторо              |          |
| 1997             |                                  |                 | Томи Биг Болс             |          |
| 1998             |                                  |                 | Џо Вотерс                 |          |
| 1998             | Смртоносно оружје 4              | Lethal Weapon 4 | Лео Гец                   |          |
| 2006             |                                  |                 | Џозеф Палми               |          |
| 2019             | Ирац                             |                 | Расел Бафалино            |          |